# Гвардия ПМР
Гва́рдия Приднестровской Молдавской Республики (молд. Гарда Републичий Молдовенешть Нистрене) — вооружённые формирования Приднестровской Молдавской Республики, активно принимавшие участие в Приднестровском конфликте. Создана в 1991 на основе РОСМ — рабочих отрядов содействия милиции, в дальнейшем переформирована в Вооружённые силы Приднестровской Молдавской Республики.

## История
Основой будущей Республиканской гвардии стали так называемые рабочие отряды содействия милиции (РОСМ), формировавшиеся в Приднестровье, по одним источникам, с сентября 1989 года, по другим — неофициально с июля 1990 и официально с 16 октября 1990 года, когда решение об их создании было утверждено Временным Верховным Советом Приднестровской Молдавской Советской Социалистической Республики. К концу 1990 года численность членов этих отрядов составляла 150 человек. С февраля 1991 года началось также формирование территориальных спасательных отрядов (ТСО) по чрезвычайным ситуациям. Общая координация деятельности РОСМ и СТО была поручена одному человеку — председателю Объединённого Совета трудовых коллективов и Комиссии по охране правопорядка В. И. Емельянову. Уже в 1990 и первой половине 1991 года эти отряды принимали участие в столкновениях с правоохранительными органами Молдавской ССР и молдавскими добровольческими военизированными формированиями, в том числе в октябре 1990 года в Гагаузии, а в ноябре в Дубоссарах и Бендерах. В августе 1991 года полицией Молдавской ССР был арестован ряд деятелей РОСМ.
10 сентября 1991 года Верховный Совет ПМССР утвердил формирование на основе РОСМ Республиканской гвардии ПМР. Согласно закону «О Республиканской Гвардии ПМР», это формирование создавалось «в целях защиты суверенитета, независимости, территориальной целостности республики, прав и свобод её граждан». Командующим Республиканской гвардией был назначен полковник С. Кицак, его заместителем — полковник С. Борисенко.
15 сентября приднестровские политики А. П. Манойлов и В. М. Рыляков встретились с командующим расквартированной в Молдавской ССР 14-й армии генералом Г. И. Яковлевым. Генерал дал понять, что им получен приказ не применять оружия против местных военизированных формирований при попытках захвата оружия и военной техники в воинских частях армии. Позже, в декабре 1991 года, Яковлев уже сам передал местным властям почти 500 автоматов, ранее находившихся на вооружении управления КГБ Молдавской ССР. В том же месяце бойцы Республиканской гвардии при поддержке Рижского ОМОНа блокировали колонну машин молдавской полиции, вывозившую стрелковое оружие и боеприпасы со склада МВД СССР в селе Глиное Григориопольского района, и изъяли вывозимое вооружение.
24 сентября и 13 декабря 1991 года гвардейцы ПМР снова приняли участие в боевых столкновениях с молдавскими органами защиты правопорядка в Приднестровье, новые столкновения произошли 12-13 января 1992 года. 14 марта гвардейцы ПМР, возглавляемые И. Н. Смирновым, захватили почти 1400 единиц стрелкового оружия (более 1100 автоматов и более 250 пистолетов) и 1,5 млн патронов в Парканском батальоне РЭБ. 17 и 20 апреля разведывательно-диверсионные группы Республиканской гвардии атаковали части молдавского МВД с захватом пленных. В первом столкновении с молдавской стороны были погибшие, в том числе, согласно С. Ковальски, персонал машины «Скорой помощи».
19 мая в Тирасполе состоялся первый массовый захват Республиканской гвардией военной техники: 9 танков Т-64БВ, 14 бронетранспортёров БТР-70, 1 БМП-2К, 2 БРДМ, 1 ПРП-3, 6 120-мм миномётов 2С12, 11 противотанковых и 10 зенитных пушек и 122-мм гаубицу Д-30. Уже на следующий день в бою в районе Дубоссарской плотины был подбит один из захваченных 19 мая бронетранспортёров, участвовавший в столкновении на стороне Республиканской гвардии, погибли четверо российских членов экипажа БТР. Часть захваченной 19 мая артиллерии Республиканская гвардия применила летом 1992 года в уличных боях за Бендеры. До августа 1992 года продолжалось оснащение Республиканской гвардии оружием со складов 14-й армии в Приднестровье. Согласно С. Ковальски, за это время гвардейцы получили почти 15 тысяч единиц стрелкового оружия, включая почти 11 тысяч автоматов Калашникова, и большое количество патронов к ним, 20 танков, 15 тысяч артиллерийских снарядов. На базе 14-й армии была также организована боевая подготовка гвардейцев ПМР.
В июне 1992 года 2-й Бендерский батальон (командир — майор в отставке Ю. Костенко) поднял мятеж против властей ПМР, но был расформирован и разоружён спецназом. Пытавшийся бежать Костенко был арестован военной комендатурой 14-й армии и вскоре погиб в пожаре.
6 сентября 1992 года 1-й батальон преобразован в 1-ю отдельную мотострелковую бригаду .
Республиканская гвардия ПМР была ликвидирована указом И. Н. Смирнова от 26 марта 2008 года.

## Структура
Первоначально были созданы 3 батальона гвардии — Тираспольский, Бендерский, Рыбницкий — и ряд отдельных рот, одна из которых, в Дубоссарах, была в декабре 1991 года также преобразована в батальон. Другие отдельные роты сформированы в Каменке, Григориополе и Слободзее. Общий штатный состав гвардии был определён в границах 2000 человек, в том числе в батальонах — по 446 человек. Реальная численность личного состава батальонов была ниже — в частности, в июне 1992 года в составе 2-го Бендерского батальона насчитывались 256 человек.